# Copa Libertadores de Futsal Feminino de 2019
A Copa Libertadores de Futsal Feminino de 2019 é uma competição de clubes de futsal feminino do continente sul-americano. Sendo a sexta edição da principal competição de clubes de futsal feminino do continente, organizada pela Confederação Sul-Americana de Futebol (CONMEBOL). O torneio disputado nessa edição na cidade de Balneário Camboriú contará com dez equipes.

## Formato
A competição é composta de dois grupos de cinco times cada, onde os dois primeiros e os dois segundos colocados de cada grupo se classificam para as semifinais. Após as semifinais, os dois classificados se enfrentam na final para definir o campeão sul-americano.

## Participantes
| País      | Equipe                 |
| --------- | ---------------------- |
| Argentina | Kimberley              |
| Bolívia   | Atlantes               |
| Brasil    | Cianorte               |
| Chile     | Coquimbo Unido         |
| Colômbia  | Independiente          |
| Equador   | Aviced                 |
| Paraguai  | Cerro Porteño          |
| Peru      | Universidad San Marcos |
| Uruguai   | Peñarol                |
| Venezuela | Estudiantes            |

## Primeira fase

### Grupo A
| Equipes                | Pts | J | V | E | D | GP | GC | SG  |
| ---------------------- | --- | - | - | - | - | -- | -- | --- |
| Cianorte               | 12  | 4 | 4 | 0 | 0 | 39 | 2  | +37 |
| Independiente          | 7   | 4 | 2 | 1 | 1 | 22 | 13 | +9  |
| Universidad San Marcos | 7   | 4 | 2 | 1 | 1 | 16 | 20 | -4  |
| Coquimbo Unido         | 1   | 4 | 0 | 1 | 3 | 6  | 21 | -15 |
| Aviced                 | 1   | 4 | 0 | 1 | 3 | 12 | 39 | -27 |

### Grupo B
| Equipes       | Pts | J | V | E | D | GP | GC | SG  |
| ------------- | --- | - | - | - | - | -- | -- | --- |
| Peñarol       | 10  | 4 | 3 | 1 | 0 | 13 | 8  | +5  |
| Kimberley     | 8   | 4 | 2 | 2 | 0 | 19 | 7  | +12 |
| Estudiantes   | 6   | 4 | 2 | 0 | 2 | 7  | 9  | -2  |
| Cerro Porteño | 4   | 4 | 1 | 1 | 2 | 12 | 11 | +1  |
| Atlantes      | 0   | 4 | 0 | 0 | 4 | 2  | 18 | -16 |

## Resultados - Fase de Grupos (Primeira Fase)
| Data/Local                                                        | Hora  | ID | Grupo | Partida       | Partida | Partida | Partida | Partida        |
| ----------------------------------------------------------------- | ----- | -- | ----- | ------------- | ------- | ------- | ------- | -------------- |
| Domingo, 01 de Dezembro Barra Multieventos Hamilton Linhares Cruz | 14:00 | 1  | A     | Cianorte      | 16      | X       | 0       | Aviced         |
| Domingo, 01 de Dezembro Barra Multieventos Hamilton Linhares Cruz | 16:00 | 2  | A     | Independiente | 4       | X       | 1       | Coquimbo Unido |
| Domingo, 01 de Dezembro Barra Multieventos Hamilton Linhares Cruz | 18:00 | 3  | B     | Cerro Porteño | 5       | X       | 0       | Atlantes       |
| Domingo, 01 de Dezembro Barra Multieventos Hamilton Linhares Cruz | 20:00 | 4  | B     | Kimberley     | 4       | X       | 0       | Estudiantes    |

| Data/Local                                                              | Hora  | ID | Grupo | Partida                | Partida | Partida | Partida | Partida       |
| ----------------------------------------------------------------------- | ----- | -- | ----- | ---------------------- | ------- | ------- | ------- | ------------- |
| Segunda-feira, 02 de Dezembro Barra Multieventos Hamilton Linhares Cruz | 14:00 | 5  | A     | Universidad San Marcos | 6       | X       | 4       | Aviced        |
| Segunda-feira, 02 de Dezembro Barra Multieventos Hamilton Linhares Cruz | 16:00 | 6  | A     | Independiente          | 1       | X       | 4       | Cianorte      |
| Segunda-feira, 02 de Dezembro Barra Multieventos Hamilton Linhares Cruz | 18:00 | 7  | B     | Peñarol                | 3       | X       | 2       | Atlantes      |
| Segunda-feira, 02 de Dezembro Barra Multieventos Hamilton Linhares Cruz | 20:00 | 8  | B     | Kimberley              | 4       | X       | 4       | Cerro Porteño |

| Data/Local                                                            | Hora  | ID | Grupo | Partida        | Partida | Partida | Partida | Partida                |
| --------------------------------------------------------------------- | ----- | -- | ----- | -------------- | ------- | ------- | ------- | ---------------------- |
| Terça-feira, 03 de Dezembro Barra Multieventos Hamilton Linhares Cruz | 14:00 | 9  | A     | Coquimbo Unido | 0       | X       | 6       | Universidad San Marcos |
| Terça-feira, 03 de Dezembro Barra Multieventos Hamilton Linhares Cruz | 16:00 | 10 | A     | Aviced         | 4       | X       | 13      | Independiente          |
| Terça-feira, 03 de Dezembro Barra Multieventos Hamilton Linhares Cruz | 18:00 | 11 | B     | Estudiantes    | 2       | X       | 3       | Peñarol                |
| Terça-feira, 03 de Dezembro Barra Multieventos Hamilton Linhares Cruz | 20:00 | 12 | B     | Atlantes       | 0       | X       | 8       | Kimberley              |

| Data/Local                                                             | Hora  | ID | Grupo | Partida                | Partida | Partida | Partida | Partida       |
| ---------------------------------------------------------------------- | ----- | -- | ----- | ---------------------- | ------- | ------- | ------- | ------------- |
| Quarta-feira, 04 de Dezembro Barra Multieventos Hamilton Linhares Cruz | 14:00 | 13 | A     | Coquimbo Unido         | 1       | X       | 7       | Cianorte      |
| Quarta-feira, 04 de Dezembro Barra Multieventos Hamilton Linhares Cruz | 16:00 | 14 | A     | Universidad San Marcos | 4       | X       | 4       | Independiente |
| Quarta-feira, 04 de Dezembro Barra Multieventos Hamilton Linhares Cruz | 18:00 | 15 | B     | Estudiantes            | 3       | X       | 2       | Cerro Porteño |
| Quarta-feira, 04 de Dezembro Barra Multieventos Hamilton Linhares Cruz | 20:00 | 16 | B     | Peñarol                | 3       | X       | 3       | Kimberley     |

| Data/Local                                                             | Hora  | ID | Grupo | Partida       | Partida | Partida | Partida | Partida                |
| ---------------------------------------------------------------------- | ----- | -- | ----- | ------------- | ------- | ------- | ------- | ---------------------- |
| Quinta-feira, 05 de Dezembro Barra Multieventos Hamilton Linhares Cruz | 14:00 | 17 | A     | Aviced        | 4       | X       | 4       | Coquimbo Unido         |
| Quinta-feira, 05 de Dezembro Barra Multieventos Hamilton Linhares Cruz | 16:00 | 18 | A     | Cianorte      | 12      | X       | 0       | Universidad San Marcos |
| Quinta-feira, 05 de Dezembro Barra Multieventos Hamilton Linhares Cruz | 18:00 | 19 | B     | Atlantes      | 0       | X       | 2       | Estudiantes            |
| Quinta-feira, 05 de Dezembro Barra Multieventos Hamilton Linhares Cruz | 20:00 | 20 | B     | Cerro Porteño | 1       | X       | 4       | Peñarol                |

## Fase final
|  | Semifinais                                  | Semifinais                                  |   |                                             | Final                                       | Final |  |
|  |                                             |                                             |   |                                             |                                             |       |  |
|  | 06 de dezembro de 2019 - Balneário Camboriú |                                             |   |                                             |                                             |       |  |
|  | Cianorte                                    | 4                                           |   |                                             |                                             |       |  |
|  | Kimberley                                   | 3                                           |   |                                             |                                             |       |  |
|  |                                             |                                             |   |                                             |                                             |       |  |
|  |                                             |                                             |   |                                             | 08 de dezembro de 2019 - Balneário Camboriú |       |  |
|  |                                             |                                             |   |                                             | Cianorte                                    | 2     |  |
|  |                                             | Independiente                               | 0 |                                             |                                             |       |  |
|  |                                             |                                             |   |                                             |                                             |       |  |
|  |                                             |                                             |   |                                             |                                             |       |  |
|  |                                             |                                             |   |                                             | Terceiro Lugar                              |       |  |
|  | 06 de dezembro de 2019 - Balneário Camboriú | 06 de dezembro de 2019 - Balneário Camboriú |   | 08 de dezembro de 2019 - Balneário Camboriú | 08 de dezembro de 2019 - Balneário Camboriú |       |  |
|  | Peñarol                                     | 3                                           |   | Kimberley                                   | 4                                           |       |  |
|  | Independiente                               | 6                                           |   |                                             | Peñarol                                     | 2     |  |

- Outras Partidas da Fase Final:

| Data/Local                                                       | Hora  | Partida                 | Partida                | Partida | Partida | Partida | Partida       |
| ---------------------------------------------------------------- | ----- | ----------------------- | ---------------------- | ------- | ------- | ------- | ------------- |
| Sábado, 07 de Dezembro Barra Multieventos Hamilton Linhares Cruz | 14:00 | Disputa de 9º Colocação | Aviced                 | 4       | X       | 10      | Atlantes      |
| Sábado, 07 de Dezembro Barra Multieventos Hamilton Linhares Cruz | 16:00 | Disputa de 7º Colocação | Coquimbo Unido         | 4 (1)   | X       | 4 (3)   | Cerro Porteño |
| Sábado, 07 de Dezembro Barra Multieventos Hamilton Linhares Cruz | 18:00 | Disputa de 5º Colocação | Universidad San Marcos | 2 (1)   | X       | 2 (3)   | Estudiantes   |

## Premiação
| Campeão              |
| Brasil               |
| -------------------- |
| Cianorte (1º Título) |